# Vescina
Vescina (AFI: /ˈvɛʃʃina/; in ligure Vèxina /ˈvɛːʒina/) è una frazione di 49 abitanti del comune di Avegno, nella città metropolitana di Genova. Dista circa 2 km dal capoluogo comunale ed è situata ad un'altitudine di 238 m s.l.m..
La frazione – comprendente i quartieri di Casareto, Camoglino, Chiesa e Steneri e la più piccola tra le frazioni del territorio comunale avegnese – viene talvolta menzionata con il toponimo in lingua ligure Vexina.

## Storia
La frazione storicamente seguì le vicende del comune capoluogo, Avegno, quest'ultimo citato già nel XIII secolo e che il suo territorio divenne signoria feudale della famiglia Malaspina.
Soggetto territorialmente alla municipalità di Avegno, all'interno del capitaneato di Recco e quindi nei domini della Repubblica di Genova, solamente con l'avvento della dominazione napoleonica la comunità di Vescina ebbe un'iniziale autonomia.
Dal 2 dicembre 1797 rientrò nel dipartimento del Golfo del Tigullio, con capoluogo Rapallo, all'interno della Repubblica Ligure. Dal 28 aprile 1798 venne inserito nel V cantone, con capoluogo Uscio, della giurisdizione della Frutta e dal 1803 centro principale del VI cantone della Frutta nella giurisdizione del Centro. Annesso al Primo Impero francese, dal 13 giugno 1805 al 1814 fece parte del dipartimento di Genova.
Nel 1815 fu inglobato nel Regno di Sardegna, così come stabilì il congresso di Vienna del 1814, e successivamente nel Regno d'Italia dal 1861. Dal 1859 al 1926 il territorio fu compreso nel VI mandamento di Recco del circondario di Genova facente parte dell'allora Provincia di Genova.

## Monumenti e luoghi d'interesse

### Architetture religiose
La locale chiesa parrocchiale è dedicata a san Lorenzo.
Adiacente e comunicante con la parrocchiale vi è la cappella del Santissimo Sacramento, realizzata negli anni novanta del XX secolo.

## Cultura

### Eventi
Il 10 agosto ricorre la festività religiosa di san Lorenzo, patrono della frazione e titolare della parrocchia.